# Henry Paget, 4. Marquess of Anglesey

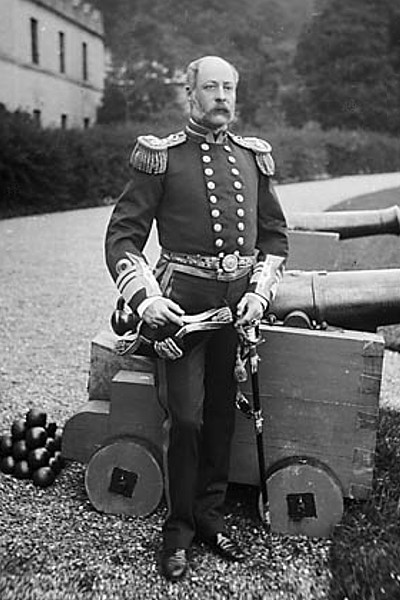
Henry Paget, 4. Marquess of Anglesey, um 1885

Henry Paget, 4. Marquess of Anglesey PC (* 25. Dezember 1835; † 13. Oktober 1898) war ein britischer Adliger.

## Leben
Henry Paget war der zweite Sohn von Henry Paget, 2. Marquess of Anglesey (1797–1869) und Enkel des Feldmarschalls Henry Paget (1768–1854), der für seinen Einsatz bei der Schlacht von Waterloo zum Marquess of Anglesey erhoben worden war. Die Mutter von Henry Paget war Henrietta Bagot, die zweite Ehefrau des 2. Marquess of Anglesey und vierte Tochter des Politikers und Diplomaten Charles Bagot. Als jüngerer Sohn eines Marquess führte er ab 1854 das Höflichkeitsprädikat Lord.
Henry Paget diente als Vizeadmiral von Nordwales und West Carmarthen und hatte das Amt eines stellvertretenden Lord Lieutenant (Deputy Lieutenant) inne. Daneben war er auch Mitglied im Privy Council. Aufgrund seiner Verdienste wurde er zum Ehrenoberst (Honorary Colonel) der Staffordshire Yeomanry (Queen’s Own Royal Regiment) und des zweiten Freiwilligenbataillons der Royal Welsh Fusiliers ernannt.

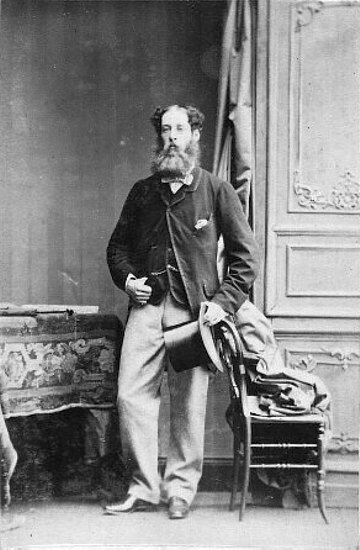
Lord Henry Paget um 1861

Henry Paget war dreimal verheiratet. Seine erste Frau Elizabeth Norman (1841–1873) heiratete er 1858. Die Ehe blieb kinderlos. Nach ihrem frühen Tod vermählte er sich bald darauf mit Blanche Mary Boyd († 1877). Sie heirateten 1874 in der britischen Botschaft in Paris und hatten einen Sohn, Henry Cyril Paget (1875–1905). Blanche beging zwei Jahre nach der Geburt ihres Kindes Selbstmord. 1880 heiratete Henry Paget seine dritte Ehefrau Mary Livingstone King († 1931). Die Trauung fand wieder in der britischen Botschaft in Paris statt. Auch diese Ehe blieb kinderlos, so dass der Sohn des Marquess ohne Geschwister aufwuchs.
1880 starb sein Halbbruder Henry William George Paget, 3. Marquess of Anglesey (1821–1880), der aus der ersten Ehe seines Vaters stammte. Da sein Halbbruder kinderlos geblieben war, erbte nun Henry Paget dessen Adelstitel als 4. Marquess of Anglesey, 13. Earl of Uxbridge und 7. Baronet, of Plas-Newydd. 18 Jahre später starb Henry Paget im Alter von 62 Jahren nach langer Krankheit auf Plas Newydd, dem Sitz der Familie Paget auf Anglesey in Nordwales. Seine Leichnam wurde in Llanedwen nahe Plas Newydd beigesetzt. Sein Sohn Henry folgte ihm als 5. Marquess of Anglesey.